# Тамга Гераев

Тарак-тамга

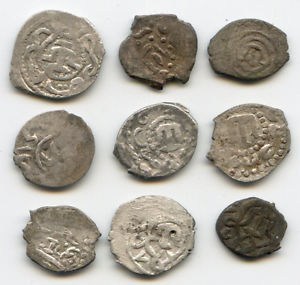
Тамга на монетах Крымского ханства.

Тамга́ Гера́ев (крымскотат. taraq tamğa «Тара́к-тамга́») — родовой знак правившей Крымским ханством династии Гераев, используемый сегодня крымскими татарами в качестве национального символа.
Первым этот символ начал использовать основатель Крымского ханства Хаджи I Герай. В ханском Крыму тарак-тамга являлась символом правящей династии и ханской власти. Изображение тарак-тамги чеканилось на монетах, она изображалась на фасадах общественных зданий (до наших дней сохранились фрески и рельефы в бахчисарайском ханском дворце).
Название тарак-тамга означает в дословном переводе с крымскотатарского «гребень-тамга» (крымскотат. taraq — гребень, расчёска; tamğa — тамга, клеймо). Существуют различные интерпретации этого символа (гребень, весы в состоянии равновесия и др.) и полулегендарные истории, описывающие его происхождение.